# Oenothalia maculosa
Oenothalia maculosa är en fjärilsart som beskrevs av Paul Dognin 1924. Oenothalia maculosa ingår i släktet Oenothalia och familjen mätare. Inga underarter finns listade i Catalogue of Life.